# FC Nantes
Az FC Nantes egy francia labdarúgócsapat, Nantes-ból, amely jelenleg a Ligue 1 tagja. Nem rég rekordot jelentő, 44 évnyi egyhuzambeli Ligue 1-es tagság után kiesett. 8-szoros francia bajnok labdarúgócsapat.
A klub 8 bajnoki címével és a 3 Francia Kupa-elsőségével az egyik legeredményesebb csapat Franciaországban. A Nantes a KEK-ben az 1979-80-as szezonban, illetve a Bajnokok Ligájában az 1995-96-os évadban az elődöntőig menetelt.
A Nantes nevezetes az egypasszos játékáról, amelyet José Arribas, Jean-Claude Suaudeau és Raynald Denoueix alkalmazott előszeretettel. Az egyesületben magas szintű utánpótlás-képzés folyik, amely olyan játékosok kinevelését eredményezte, mint Marcel Desailly, Didier Deschamps vagy Christian Karembeu.

## Jelenlegi keret
2020. június 5-i állapot szerint.
| #  |     | Poszt | Név                      |
| -- | --- | ----- | ------------------------ |
| 1  | FRA | K     | Alban Lafont             |
| 2  | HAI | V     | Jean-Kevin Duverne       |
| 5  | SPA | KP    | Pedro Chirivella         |
| 4  | FRA | V     | Nicolas Pallois          |
| 6  | BRA | KP    | Douglas Augusto          |
| 7  | CMR | CS    | Ignatius Ganago          |
| 8  | FRA | KP    | Johann Lepenant          |
| 10 | ZIM | CS    | Tino Kadewere            |
| 11 | GLP | CS    | Marcus Coco              |
| 18 | FRA | V     | Fabien Centonze          |
| 21 | CMR | V     | Jean-Charles Castelletto |
| 22 | WAL | KP    | Sorba Thomas             |
| 25 | FRA | KP    | Florent Mollet           |
| 27 | NGR | CS    | Moses Simon              |
| 31 | EGY | CS    | Mostafa Mohamed          |

| #  |     | Poszt | Név                |
| -- | --- | ----- | ------------------ |
| 39 | FRA | CS    | Matthis Abline     |
| 44 | FRA | V     | Nathan Zézé        |
| 45 | FRA | V     | Bastien Meupiyou   |
| 50 | FRA | K     | Hugo Barbet        |
| 98 | FRA | V     | Kelvin Amian       |
| 42 | FRA | V     | Moutanabi Bodiang  |
| 71 | FRA | V     | Hugo Boutsingkham  |
| 60 | FRA | K     | Tom Mabon          |
| 59 | FRA | KP    | Dehmaine Assoumani |
| 41 | FRA | V     | Mathieu Acapandié  |
| 74 | FRA | KP    | Mathis Oger        |
| 67 | FRA | KP    | Malang Gomes       |
| 54 | COM | CS    | Adel Mahamoud      |
| 66 | FRA | KP    | Louis Leroux       |

## Sikerei
Ligue 1
- Aranyérmes (8): 1965, 1966, 1973, 1977, 1980, 1983, 1995, 2001

Coupe de France
- Győztes (4): 1979, 1999, 2000, 2022

Coupe de la Ligue
- Győztes (1): 1965

Trophée des Champions
- Győztes (1): 1965, 1999, 2001

Kupagyőztesek Európa Kupája
- Elődöntős (1): 1980

UEFA Bajnokok ligája
- Elődöntős (1): 1996